# Psiloderces leucopygius
Psiloderces leucopygius is een spinnensoort uit de familie Psilodercidae. De soort komt voor in Sumatra.